# فراینبرگ
فراینبرگ (به آلمانی: Freinberg) یک منطقهٔ مسکونی در اتریش است که در ناحیه شاردینگ واقع شده‌است. فراینبرگ ۲۰ کیلومتر مربع مساحت دارد ۴۵۵ متر بالاتر از سطح دریا واقع شده‌است.